# Bằng An
Bằng An là một phường thuộc thị xã Quế Võ, tỉnh Bắc Ninh, Việt Nam.

## Địa lý
Phường Bằng An nằm ở phía bắc thị xã Quế Võ, có vị trí địa lý:
- Phía đông giáp phường Quế Tân
- Phía tây giáp phường Phương Liễu
- Phía nam giáp phường Phố Mới và phường Việt Hùng
- Phía bắc giáp phường Nhân Hòa và tỉnh Bắc Giang.

Phường có diện tích 4,77 km², dân số năm 2022 là 5.386 người, mật độ dân số đạt 1.129 người/km².

## Lịch sử
Trước đây, Bằng An là một xã thuộc huyện Quế Võ.
Ngày 13 tháng 2 năm 2023, Ủy ban Thường vụ Quốc hội ban hành Nghị quyết số 723/NQ-UBTVQH15 (nghị quyết có hiệu lực từ ngày 10 tháng 4 năm 2023). Theo đó, thành lập thị xã Quế Võ và thành lập phường Bằng An thuộc thị xã Quế Võ trên cơ sở toàn bộ 4,77 km² diện tích tự nhiên, 5.386 người của xã Bằng An.